# Říčany
Říčany (německy Ritschan) jsou město, které se nachází v okrese Praha-východ ve Středočeském kraji, při hranici hlavního města Prahy zhruba 20 km jihovýchodně od jejího centra. Žije zde přibližně 17 tisíc obyvatel. Říčany protéká Rokytka a Říčanský potok, na jeho toku se ve městě nacházejí rybníky Marvánek a Mlýnský rybník. Říčany prochází  železniční trať Praha – Benešov u Prahy.
V letech 2018–2024 z indexu kvality života vyplynulo, že Říčany jsou město s nejlepší kvalitou života v Česku.

## Historie

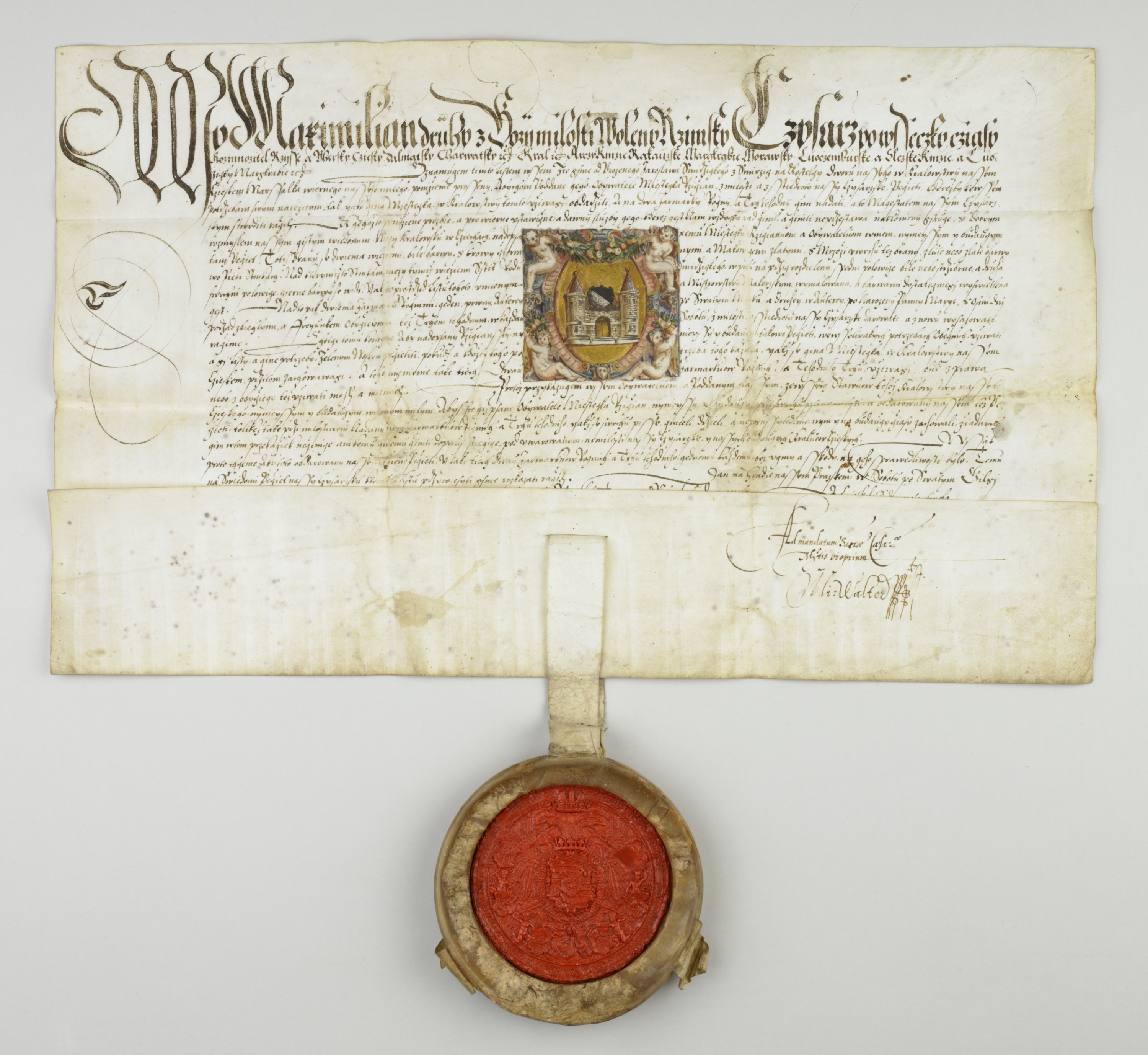
Erbovní listina pro městečko Říčany z roku 1575

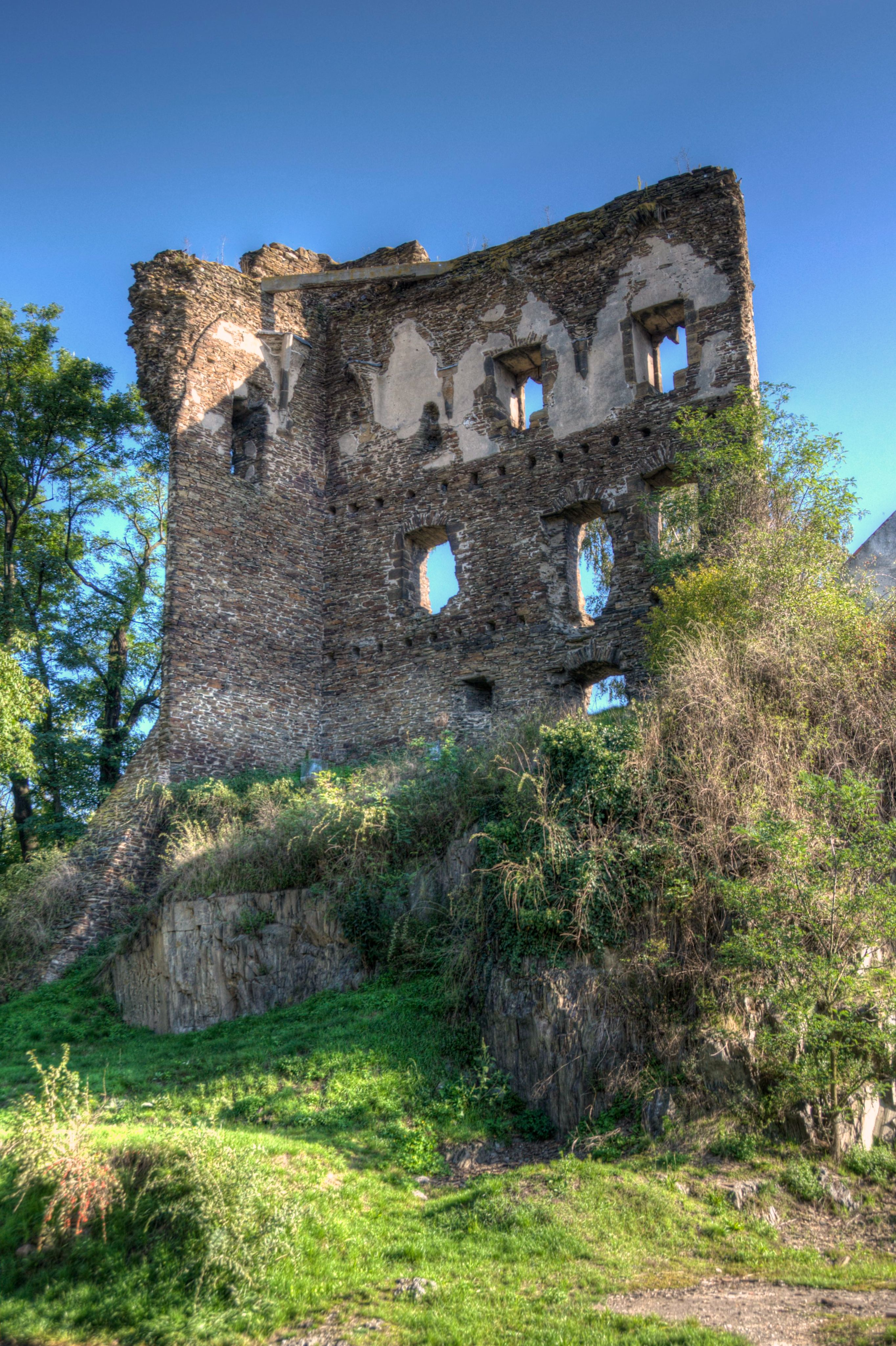
Zřícenina říčanského hradu (na západ od náměstí)

Podle Hájkovy kroniky se první zmínka o Říčanech vztahuje k roku 748, kdy byla svedena bitva o říčanský dvůr. Další písemná zmínka o obci pochází z roku 1289, ačkoli zdejší hrad na skále byl založen pány z Říčan již v období kolem roku 1260.
Během husitských válek byl hrad dobyt a vydrancován Žižkovými vojáky.[zdroj⁠?!] Husité na hradě zůstali, po jejich odchodu zůstal v majetku Pražanů a jeho význam klesal. V 80. letech 15. století ho získali Trčkové z Lípy a po roce 1516 nechali zpustnout. Ve zprávě z roku 1544 je uveden jako pustý.
V pozdějších letech se Říčany staly opět prosperujícím městem, avšak během třicetileté války bylo město téměř úplně zničeno a některé okolní obce zanikly.
Mezi lety 2008 a 2012 počet obyvatel města vzrostl o více než 1500 osob a z 12 352 stoupl na 13 856 obyvatel.
Po obecních volbách konaných na podzim roku 2014 i nadále ve funkci starosty města pokračoval Vladimír Kořen z uskupení Klidné město. Místostarosty byli Zdeněk Hraba a Hana Špačková zvolení za stejné hnutí.
V prosinci 2020 se stal novým starostou města David Michalička.

### Územněsprávní začlenění
Dějiny územněsprávního začleňování zahrnují období od roku 1850 do současnosti. V chronologickém přehledu je uvedena územně administrativní příslušnost obce v roce, kdy ke změně došlo:
- 1850 země česká, kraj Praha, politický okres Jílové, soudní okres Říčany[13]
- 1855 země česká, kraj Praha, soudní okres Říčany[13]
- 1868 země česká, politický okres Český Brod, soudní okres Říčany[13]
- 1898 země česká, politický okres Žižkov, soudní okres Říčany[14]
- 1921 země česká, politický okres Žižkov sídlo Říčany, soudní okres Říčany[15]
- 1925 země česká, politický i soudní okres Říčany[16]
- 1939 země česká, Oberlandrat Praha, politický i soudní okres Říčany[17]
- 1942 země česká, Oberlandrat Praha, politický okres Praha-venkov-jih, soudní okres Říčany[18]
- 1945 země česká, správní i soudní okres Říčany[19]
- 1949 Pražský kraj, okres Praha-východ[20]
- 1960 Středočeský kraj, okres Praha-západ[21]

### Rok 1932

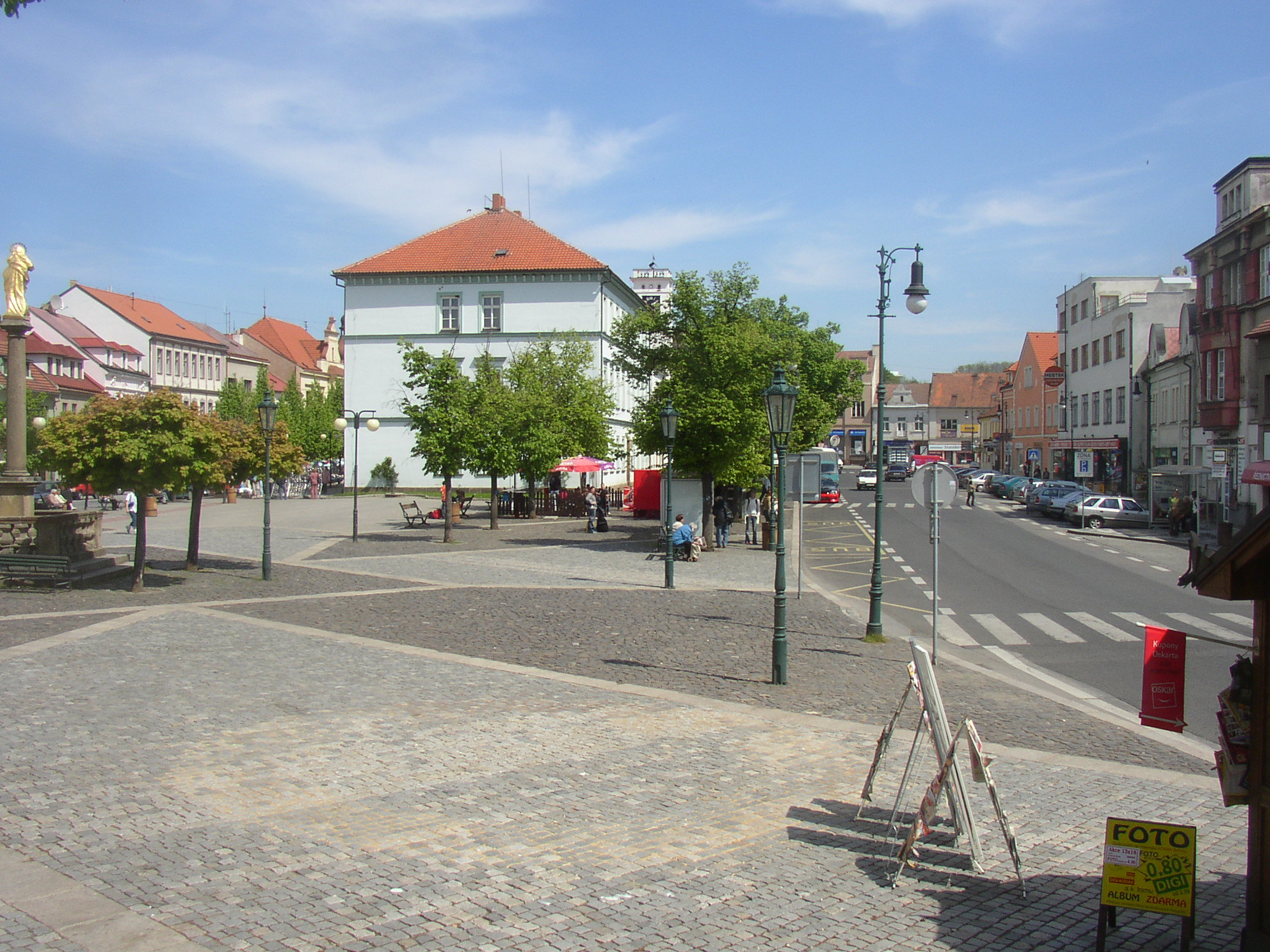
Masarykovo náměstí s mariánským sloupem

Ve městě Říčany u Prahy (5306 obyvatel) byly v roce 1932 evidovány tyto živnosti a obchody (výběr):
- Instituce: okresní úřad, okresní soud, důchodkový kontrolní úřad, berní úřad, okresní četnické velitelství, poštovní úřad, telegrafní úřad, telefonní úřad, katolický kostel, kostel československé církve, synagoga, okresní chudobinec, vychovatelna.
- Živnosti, průmysl a služby: obchodní grémium, společenstvo různých živností, 4 cihelny, 2 mlýny, pila, 5 lékařů, 2 zubní lékaři, zvěrolékař, 4 advokáti, notář, biograf Sokol, geometr, 12 hostinců, 5 hotelů (Houžvička, U Labutě, Milán, Monopol, Pavilon), lékárna U Božího oka, 4 restaurace (U českého lva, U Sokola, U Nádraží, Na Vyhlídce), Městská spořitelna na Král. Vinohradech, Okresní hospodářské záložna, Okresní záložna, Živnostenská záložna.

V obci Jažlovice (295 obyvatel, katol. kostel, samostatná obec se později stala osadou Říčan) byly v roce 1932 evidovány tyto živnosti a obchody: 2 hostince, kovář, 2 obchody s mlékem, obuvník, 2 obchody se smíšeným zbožím, 2 trafiky, velkostatek.
Ve vsi Kuří (319 obyvatel, samostatná ves se později stala součástí Říčan) byly v roce 1932 evidovány tyto živnosti a obchody: 2 hostince, kolář, kovář, 2 mlýny, pekař, 3 rolníci, sadař, 3 obchody se smíšeným zbožím, trafika, velkostatek.
Ve vsi Radošovice (1255 obyvatel, poštovní úřad, četnická stanice, sbor dobrovolných hasičů, samostatná ves se později stala součástí Říčan) byly v roce 1932 evidovány tyto živnosti a obchody: lékař, 3 autodopravci, 2 čalouníci, 3 obchodníci s dobytkem, obchod s gramofony, 3 holiči, obchod s hospodářskými potřebami, 6 hostinců, hotel Amerika, jednatelství kapelník, kolář, kosmetické přípravky, 3 krejčí, výroba lihovin, půjčovna masek, 3 obuvníci, 2 pekaři, pila, 5 řezníků, sadlář, 2 sklenáři, 9 obchodů se smíšeným zbožím, 2 výrobny sodové vody, stavitel, obchod se střižním zbožím, studnař, švadlena, technické potřeby, 4 trafiky, truhlář, obchod s uzenářským zbožím, 2 zámečníci, 2 zedničtí mistři, zubní ateliér.
V obci Voděrádky (přísl. Krabošice, 258 obyvatel, samostatná obec se později stala součástí Říčan) byly v roce 1932 evidovány tyto živnosti a obchody: hostinec, kovář, mlýn, rolník, řezník, obchod se smíšeným zbožím, trafika, velkostatkář Mendl.

## Pamětihodnosti

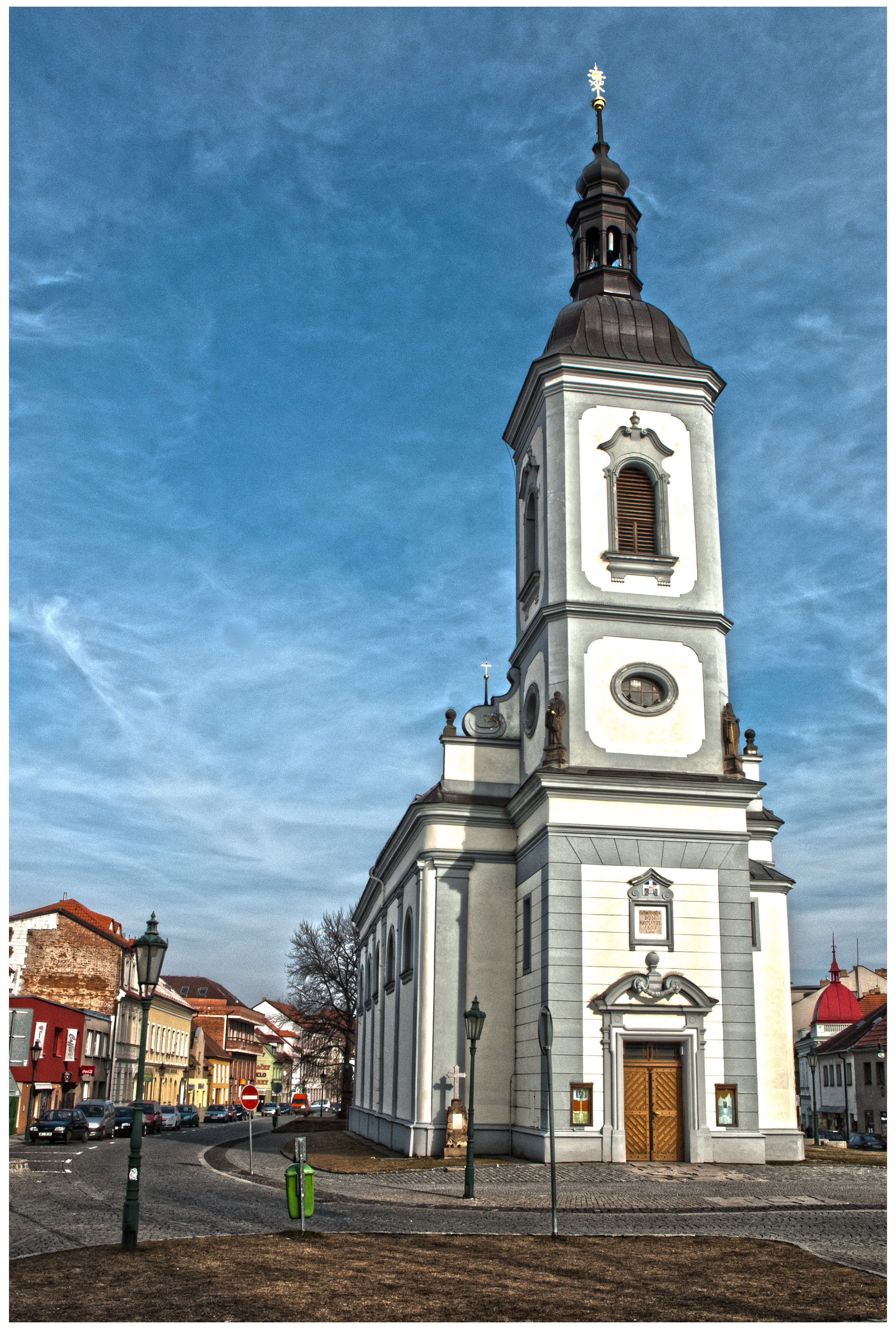
Kostel svatého Petra a Pavla na Masarykově náměstí

- Zřícenina hradu Říčany, ve městě, na západ od Masarykova náměstí
- Kostel svatého Petra a Pavla na Masarykově náměstí
- Sloup se sochou Panny Marie na Masarykově náměstí
- Jureček – přírodní koupaliště s přilehlou hospodou, místo setkávání místních bez ohledu na generaci.
- Park Antonína Švehly – památná bronzová socha A. Švehly byla komunisty dočasně schována na zahradu Lidové školy umění na říčanském náměstí, v lednu 1949 se socha záhadně ztratila. Celých 40 let o jejím osudu nikdo nic nevěděl. Až po pádu komunistického režimu se přihlásila skupina starších občanů, kteří ještě jako mladíci ze selských rodin tajně dopravili pomocí traktoru přes zamrzlý mlýnský rybník Švehlovu sochu do Lipan. Zde ji ukryli ve studni.

## Obyvatelstvo
| Rok            | 1869  | 1880  | 1890  | 1900  | 1910  | 1921  | 1930  | 1950  | 1961  | 1970  | 1980   | 1991   | 2001   | 2011   | 2021   |
| -------------- | ----- | ----- | ----- | ----- | ----- | ----- | ----- | ----- | ----- | ----- | ------ | ------ | ------ | ------ | ------ |
| Počet obyvatel | 2 948 | 3 102 | 3 159 | 3 729 | 4 181 | 5 121 | 7 900 | 9 215 | 9 611 | 9 330 | 10 703 | 10 650 | 10 876 | 14 003 | 16 444 |
| Počet domů     | 369   | 414   | 445   | 508   | 647   | 750   | 1 257 | 1 928 | 1 897 | 2 011 | 2 241  | 2 503  | 2 724  | 3 457  | 4 140  |

Věková struktura obyvatel obce Říčany roku 2011
Rodinný stav obyvatel obce Říčany roku 2011
Vzdělání obyvatel obce Říčany roku 2011

## Doprava

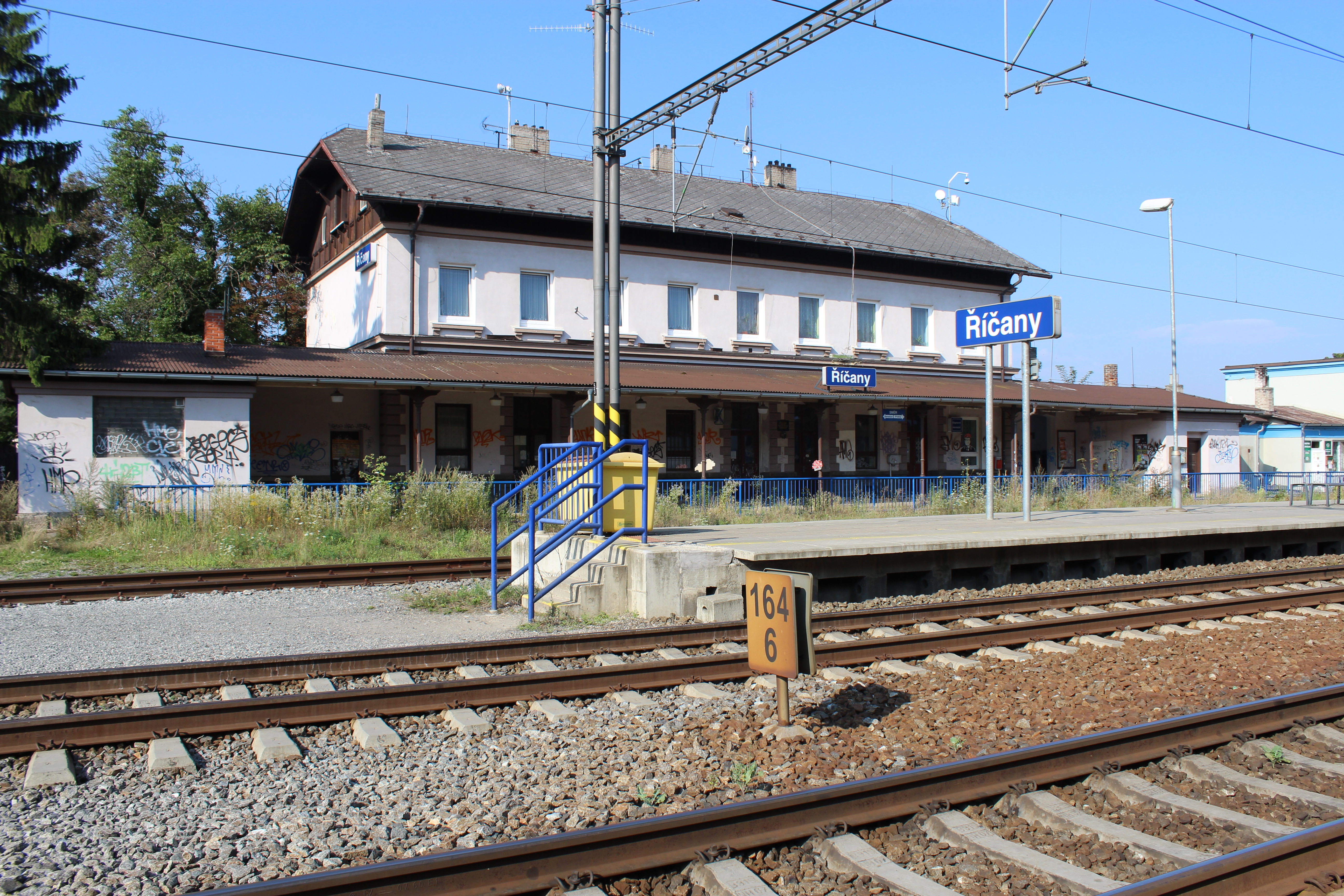
Historická nádražní budova a nová trať koridoru

Jižní částí katastru města prochází dálnice D1. Městem prochází silnice I/2 z Prahy na Kutnou Horu, dále zda začíná směrem na Jesenici a zároveň končí ve směru od Úval okružní silnice II/101; a silnice II/107 Říčany – Velké Popovice – Kamenice – Týnec nad Sázavou. Silnice III. třídy jsou:
- III/00312 Nupaky – Kuří – Říčany (II/101)
- III/00313 II/101 – Kuří – (Lipany)
- III/00318a podél II/101 ve Voděrádkách
- III/00322 Voděrádky – Říčany
- III/00323 Krabošice – Voděrádky – Jažlovice – Předboř
- III/00325 Modletice – Jažlovice – Světice
- III/1011 Tehov – Strašín
- III/10174 Březí – Strašín – Babice
- III/10176 (Nedvězí) – Pacov – Březí
- III/33312 (Kolovraty) – Říčany

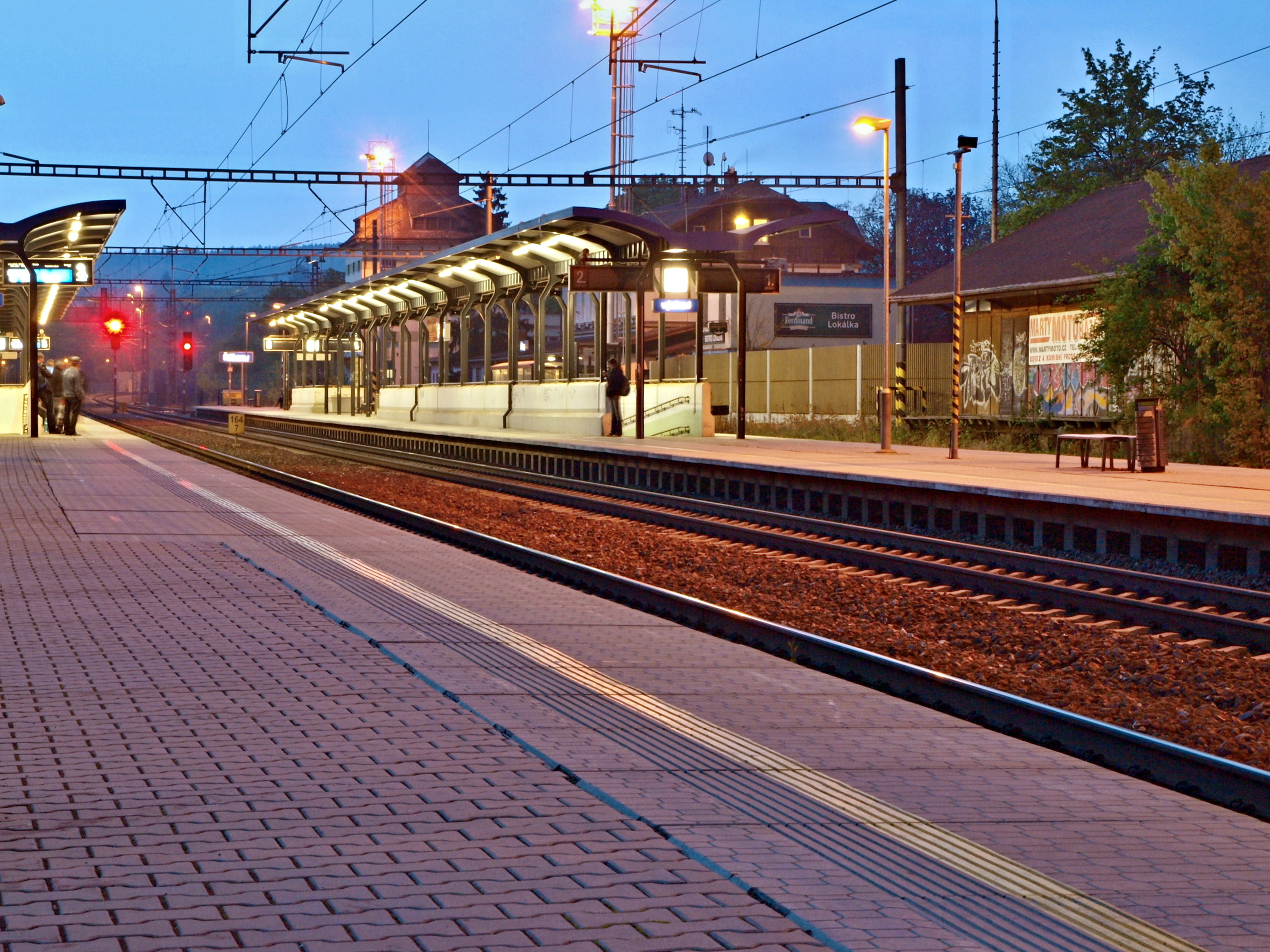
Nové nádraží

Město Říčany leží na železniční trati Praha – Benešov u Prahy. Jedná se o dvoukolejnou elektrizovanou celostátní trať zařazenou do evropského železničního systému, součást IV. tranzitního železničního koridoru. Doprava na ní byla zahájena roku 1871. Ke zdvojkolejnění došlo v roce 1903, elektrizaci pak v roce 1971. Po trati Praha – Benešov u Prahy vedou linky S9 (Praha hl.n. – Benešov u Prahy) a S29 (Praha-Vysočany – Strančice) v rámci pražského systému Esko. Stanici Říčany obsluhuje velké množství osobních vlaků, rychlíky projíždějí.
Příměstské autobusové linky projíždějící městem vedly v roce 2011 do těchto cílů: Horní Kruty, Kostelec nad Černými lesy, Praha-Háje, Praha-Strašnická, Sázava, Suchdol (dopravce ČSAD POLKOST, s.r.o.), Chocerady, Jesenice, Louňovice, Mukařov (okres Praha-východ), Praha-Černý Most, Praha-Háje, Strančice (dopravce Veolia Transport Praha, s. r. o.), Doubek, Praha-Depo Hostivař (dopravce Dopravní podnik hl. m. Prahy, a. s.).
V roce 1991/1992 měla městská doprava Říčany v krajském jízdním řádu číslo 11171 a zahrnovala jedinou linku, s číslem 1, od ČSAD k Olivovně. Od 28. května 2000 byla městská linka ČSAD Praha-Vršovice zahrnuta do PID pod číslem 499 (licenční číslo 285499), bezprostřední okolí Říčan obsluhovalo ještě několik dalších linek s podobnými čísly (497 a 498). Od 14. června 2009 byly nahrazeny prodlouženými linkami PID 303, 385 a 428 ze vzdálenějších obcí. Dopravce Connex Praha, s. r. o.
Od 3. září 2018 byly v Říčanech zavedeny mimo systém PID tři autobusové linky s bezplatným provozem, odlišené barvami:
- 289001 MHD Říčany Žlutá linka: Sídliště Olivovna – Nádraží – (Srnčí) – Náměstí – OÁZA (v pracovní dny 5:30–20:30, interval cca 30 až 60 minut)
- 289002 MHD Říčany Červená linka: Kuří – Hřbitov – Náměstí – (Srnčí) – Nádraží – Nemocnice – Pacov, ZŠ Nemo / Strašín, Pastelkov (v pracovní dny 5:30–20:30, interval cca 30 až 60 minut)
- 289003 MHD Říčany Modrá linka: Modletice, rozcestí Doubravice – Jažlovice – Voděrádky – Náměstí – Nádraží – (Průmyslový areál Černokostelecká) – Pacov – Březí, u křížku – Strašín, restaurace (v pracovní dny 5:30–20:30, interval cca 60 až 90 minut)

Dále jsou od stejného data zavedeny tři školní linky, označované Š1 až Š3, rovněž s bezplatným provozem:
- 289004 MHD Říčany školní linka Š1: Strašín, rest. – Březí, u křížku – Pacov – Pacov, ZŠ Nemo – Strašín, Pastelkov – K žel.st. – Pod Kavčí skálou – ZŠ U říčanského lesa (jeden okružní spoj ráno)
- 289005 MHD Říčany školní linka Š2: Kuří – Hřbitov – Náměstí – Srnčí – Spojovací ZŠ – Štefánikova (jeden spoj ráno v uvedeném směru)
- 289006 MHD Říčany školní linka Š3: Jažlovice – Voděrádky – OÁZA – Náměstí – Nádraží – Komenského náměstí – ZŠ U říčanského lesa (jeden spoj ráno v uvedeném směru)

Dopravcem na všech šesti linkách je ČSAD Benešov a.s.

## Školství

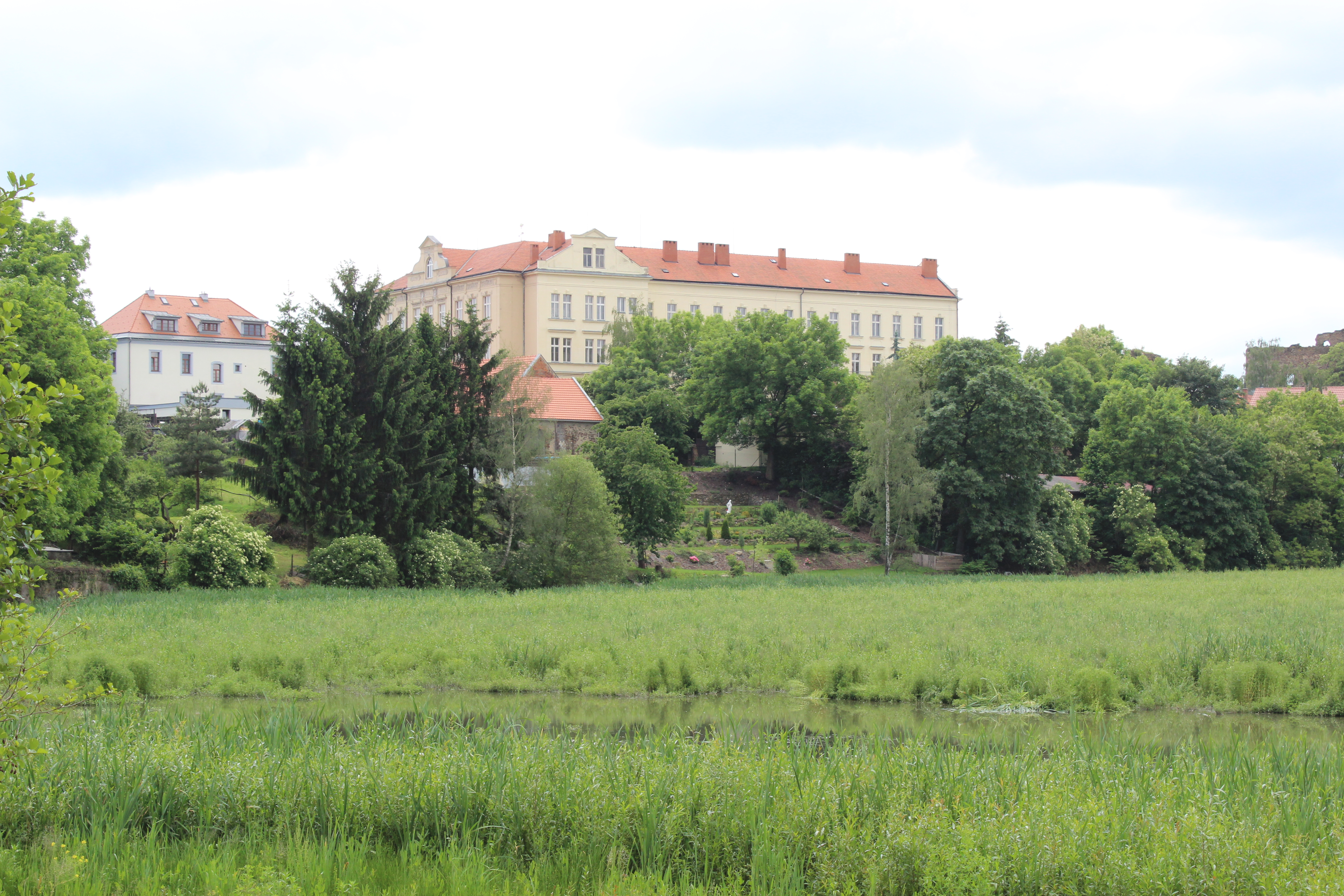
Základní škola Říčany přes rybník. Monumentální budova tvoří výraznou dominantu historického centra Říčan.

V Říčanech se nachází celkem pět základních škol:
- 1. základní škola Říčany (Masarykovo náměstí 71)
- 2. základní škola Říčany (Bezručova 94)
- Základní škola u Říčanského lesa (Školní 2400/4)
- 4. základní škola Říčany
- Základní škola Nerudova (Nerudova 481) – dříve tzv. speciální škola, dnes praktická škola
- soukromá Základní škola s rozšířenou výukou jazyků Magic Hill (Žižkova 233), nově přesunuta vedle volnočasového centra Na Fialce

a dvě gymnázia:
- Gymnázium Říčany (Komenského náměstí 1280/1)
- Masarykovo klasické gymnázium (Táborská 1685)

Dále tři státní školky (Čtyřlístek, Srdíčko, U Slunečních hodin) a celá řada soukromých školek či tzv. dětských klubů (Kolovrátek, Landie, Magic Hill, Nemo, Pramínek a Sofie).
I přes vybudování nové základní školy u Říčanského lesa (2010) se v současnosti (2014) Říčany potýkají s velkým nedostatkem kapacit škol a školek.

## Části města

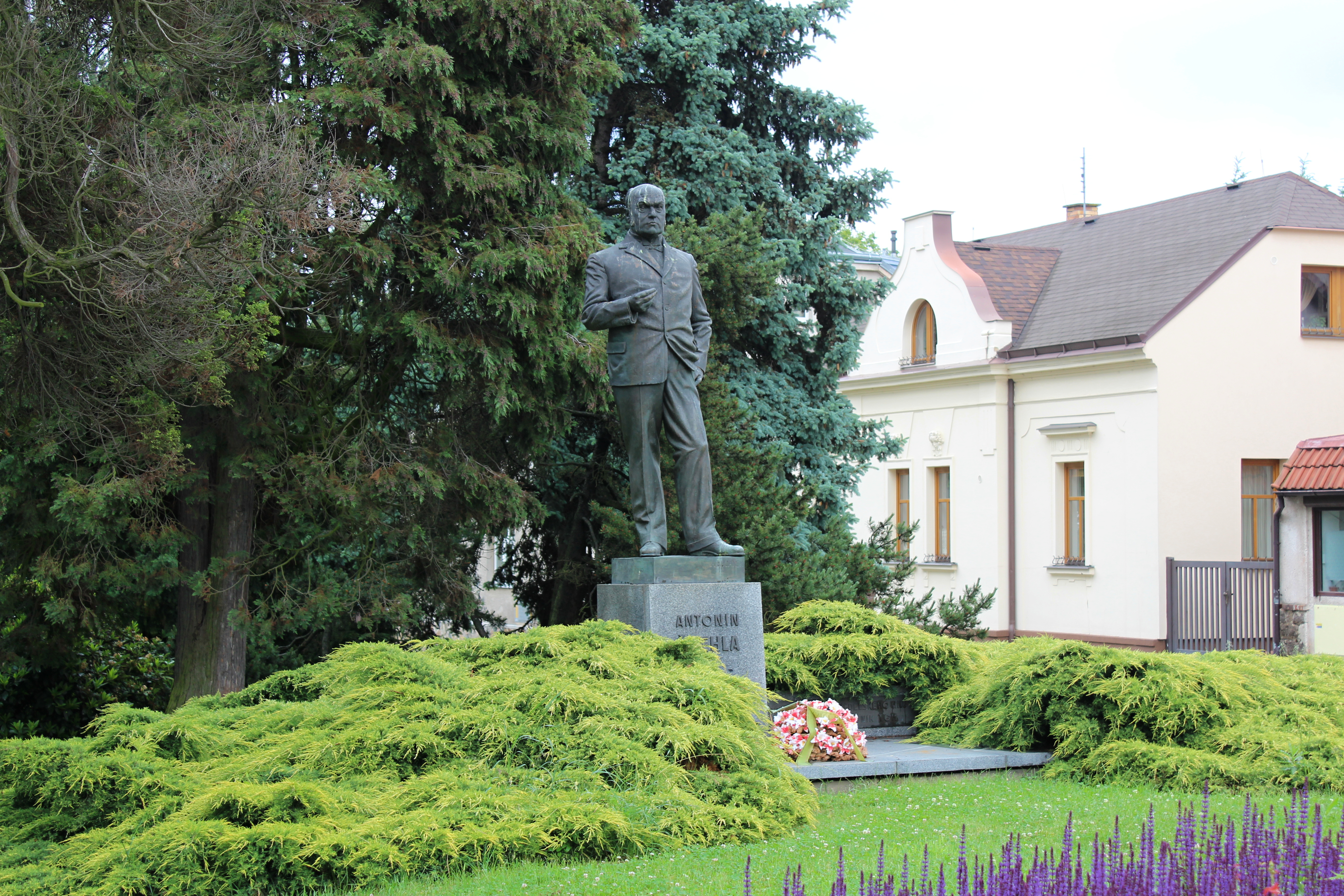
Pomník Antonína Švehly v Říčanech

Město Říčany se skládá ze sedmi částí na sedmi katastrálních územích:
- Říčany
- Jažlovice
- Kuří
- Pacov
- Radošovice
- Strašín
- Voděrádky

Do roku 2007 byla jako část obce vedena i osada Krabošice.

## Sport, kultura a volný čas
- Ragby – ve městě sport číslo jedna, neboť RC Mountfield Říčany hraje extraligu, kterou od roku 1996 sedmkrát vyhrál.
- Florbal – FBC Draci se v juniorských kategoriích řadí mezi nejlepší týmy v kraji a v Praze. Největší úspěch v dlouhodobé soutěži je účast dorosteneckého týmu v 1. celostátní lize v sezóně 2019/2020.
- Fotbal – tři fotbalové týmy: klub FK Říčany hraje v I.B třídě Středočeského kraje, FK Radošovice v 3.B třídě a Sokol Pacov hraje přebor okresu Praha-východ (II. třída).[31]
- Lední hokej – klub SSC Říčany se v sezóně 1947/48 se zúčastnil nejvyšší hokejové soutěže v zemi. Bývalý hokejový brankář Martin Altrichter vystavěl v obci roku 2016 novou hokejovou halu Merkur Ice Arena.[32] V této souvislosti byla založen nový klub HC Merkur Říčany.
- Skauting – tradice skautingu v Říčanech sahá až do roku 1939,[33] nyní zde působí Skautské středisko Lípa Říčany a 167. oddíl Říčany (člen pražského střediska Blaník).[34]
- Woodcraft - ve městě působí kmen Bobrů, člen Ligy Lesní Moudrosti.
- Tanec – taneční sport (dříve společenský tanec) má ve městě více než 40letou historii, dnes je reprezentován tanečním klubem Fuego Říčany. Taneční soutěž Říčanský pohár je jedna z nejstarších a dnes i co počtu soutěžících i jedna z největších soutěž v tanečním sportu v postupových třídách.
- Šachy – ve městě sídlí co do počtu členů druhý největší šachový klub v České republice s více než devadesátiletou historií – Klub šachistů Říčany 1925. Od sezóny 2020/21 účastník 1. ligy družstev.
- Turistika – Klub českých turistů, odbor Říčany
- Požární sport – ve městě sídlí Sbor dobrovolných hasičů Říčany,[35] založen již roku 1874,[36] s desítkami členů.[36] V letech 2021–2023 se sbor zúčastnil krajského kola Hry Plamen[37] a v roce 2021 se člen družstva umístil na 4. místě na mistrovství České republiky dorostu.[38]
- Muzeum - ve městě působí Muzeum Říčany, které provozuje tři objekty - hlavní budovu muzea v Rýdlově ulici, geopark na dvoře 1. ZŠ Říčany a Říčanskou hájovnu.

### Události
- Starák Fest – pravidelný multižánrový hudební open-air festival se sportovními turnaji.
- Říčanský nos – městské slavnosti
- Koloběžková Grand Prix – koloběžkové závody na Masarykově náměstí (září)
- Říčanská výzva – pravidelný běžecký závod přes Říčanský les a okolí
- Jurečkovská Šlapka – každoroční cyklistický závod kolem Jurečka
- Street Food Festival – pouliční festival dobrého jídla (první ročník 2016)
- Říčanský pohár – jedna z nejstarších tanečních soutěží (první ročník 1977)[zdroj?]
- Pohár města Říčany – každoroční týdenní šachový turnaj (první ročník 2003)

## Říčanský kurýr
Celým názvem : Říčanský kurýr věstník města a městského úřadu Říčany. Je více rubrikový místní zpravodaj. Fyzicky je bezplatně doručován do poštovních schránek v katastru města Říčany. Též je online dostupný na www.kuryr-ricany.cz.
Jedná se o masové médium mezi městem a jeho obyvateli. Obsahově se zabývá nejen technickými záležitostmi života ve městě,  ale i kulturním životem. Též nabízí možnost inzerce.

## Správní obvod
Správní obvod obce s rozšířenou působností Říčany zahrnuje celkem 52 obcí z toho tři města (Říčany, Kostelec nad Černými lesy a Mnichovice). Rozsah správního obvodu Říčany zahrnuje správní obvody obcí s pověřeným obecním úřadem Říčany a Kostelec nad Černými lesy.

## Zajímavosti
- Po posledním rozšíření Prahy v roce 1974 se její hranice dostaly do takové blízkosti Říčan, že obytné domy na západní straně ulice Pod Bahnivkou již spadají do pražského katastru v Nedvězí (od zbytku Nedvězí je dělí cca 1 km polností).
- V Říčanech žije známý youtuber, podnikatel a parkourista Taras Povoroznyk.[39]
- Říčany jsou největším městem na světě začínajícím na písmeno Ř.[40]

## Další fotografie

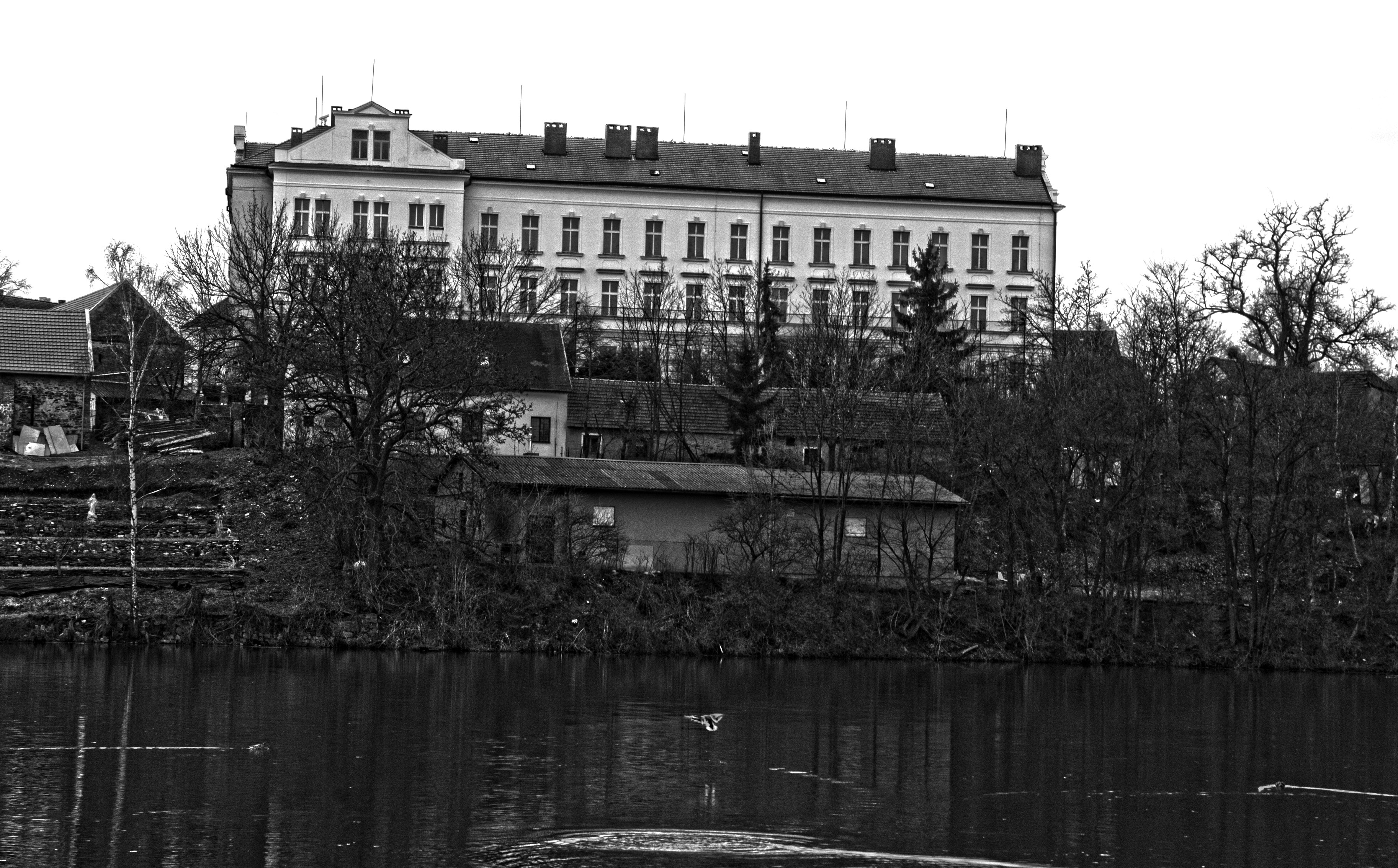
Pohled od rybníka na centrum
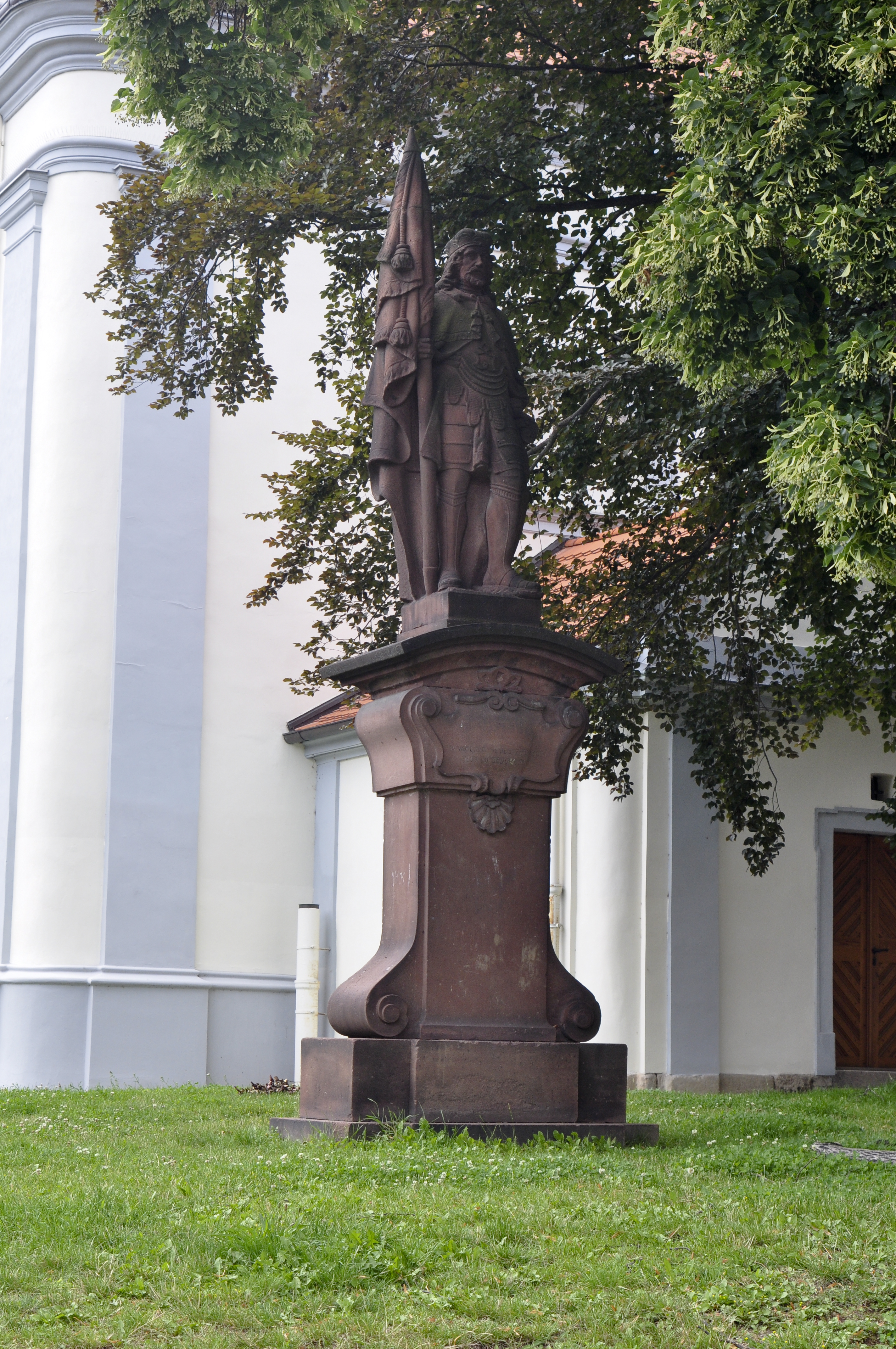
Socha sv. Václava
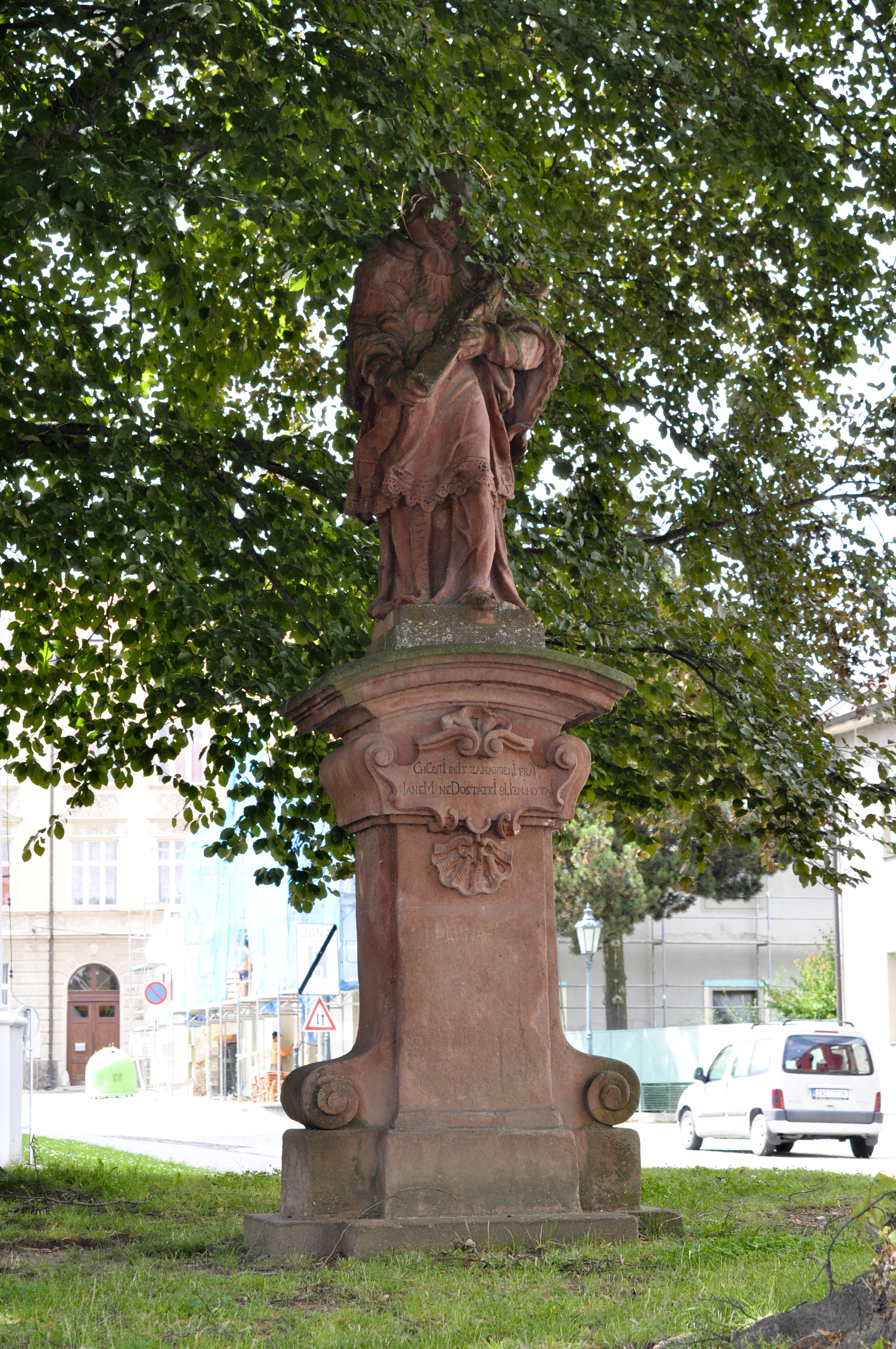
Socha sv. Jana Nepomuckého
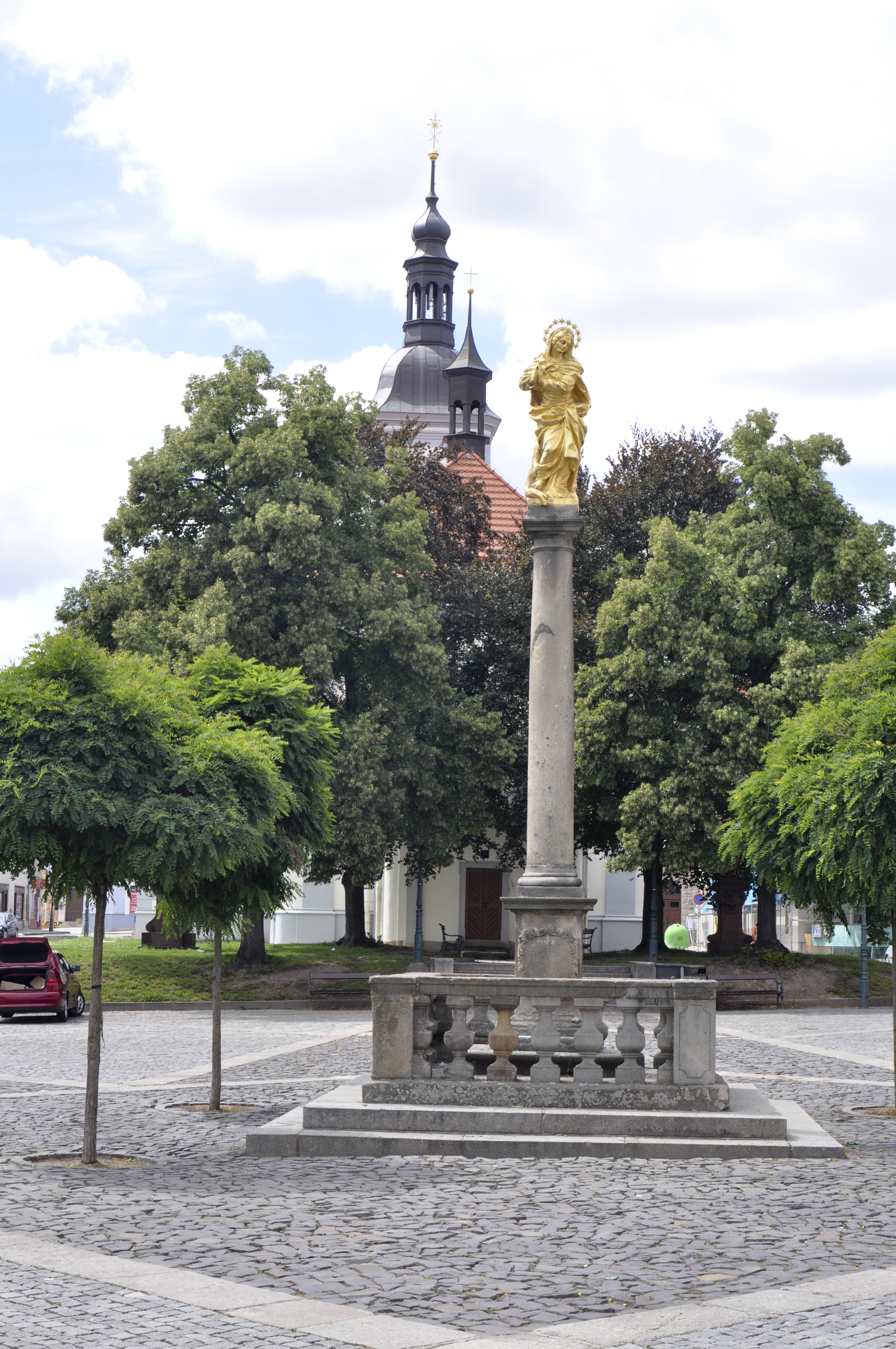
Mariánský sloup